# 2020年危地马拉滑坡灾害
2020年危地马拉滑坡灾害（西班牙語：deslizamiento de tierra en San Cristobal Verapaz de 2020）发生于该国上维拉帕斯省圣克里斯托瓦尔贝拉帕斯市境内，颶風伊塔期间。由山体滑坡形成的两个泥石流埋葬了该市的玛雅族村庄凯哈村（或译克哈村），3000村民步行逃难至邻村Santa Elena。
灾害致使数十至150个房屋被埋，目前预估至少125人死亡，3人遗体被发现，估计至少50人在被埋的房屋中，1500人亟待救援。